# José María Caparrós
José María Caparrós Lera (Barcelona, 28 de diciembre de 1943-Barcelona, 18 de marzo de 2018) fue un historiador y crítico cinematográfico español. Doctorado en Filosofía y Letras (1980) y profesor de la Universidad de Barcelona (UB) desde 1982 y catedrático de Historia Contemporánea y Cine en la misma UB. Fundador en 1983 del Centre d’Investigacions Film-Història de la sección de Historia Contemporánea y Mundo Actual del Departamento de Historia y Arqueología de esta universidad, asimismo fue editor de la revista Film-Historia desde 1991. Pertenecía a la prelatura del Opus Dei.

## Biografía
Hijo de Sebastián, un encuadernador que le enseñó a leer y escribir; y de Paquita, una oficiala de marroquinería, que le entusiasmó por el séptimo arte.
Discípulo de Miquel Porter i Moix —primer catedrático de cine en la UB—, Ángel Luis Hueso y Marc Ferro, creó la asignatura Història Contemporànea i Cinema en el curso académico 1995-96, aprovechando un cambio del plan de estudios del Ministerio de Educación y Ciencia. Esta nueva asignatura fue modelo para otros centros universitarios españoles y extranjeros —Universidad del País Vasco, Universidad de Granada, Universidad de Santiago de Chile, Universidad Finis Terrae—, que siguieron el esquema del profesor Caparrós sobre la base de su manual 100 películas sobre Historia Contemporánea (1997). De ahí que ese mismo año, la revista Anthropos publicase un monográfico sobre su trabajo pionero en las relaciones Historia y Cine.
Especialista también en el cine de la II República y la guerra civil española, ejerció la crítica desde 1965 —semanario Mundo, revistas Cinestudio y Nuestro Tiempo, entre otras publicaciones— antes de dedicarse a la docencia e investigación universitaria. Autor de numerosos libros y abundantes prólogos, el Círculo de Escritores Cinematográficos (CEC, Madrid) le otorgó en el año 2007 la Medalla a la Mejor Labor literaria y periodística por toda su trayectoria profesional.
Entre 1987 y 1993, sería vicepresidente de la International Association for Media and History (IAMHIST, Oxford) y, becado por el Gobierno estadounidense y la Unión Europea, impartió cursos sobre cine español en Estados Unidos y Gran Bretaña. En febrero de 1992, fue el director científico del Congreso Internacional sobre Guerra, Cine y Sociedad, organizado por la propia UB. Durante estos años académicos, ha dirigido 20 tesis doctorales.
Caparrós Lera también fue comisario de tres exposiciones: Cinema en temps de guerra, exili i repressió —Memorial Democrático de la Generalidad de Cataluña—, con el historiador y discípulo Magí Crusells; La mirada del samurái: los dibujos de Akira Kurosawa —Alhóndiga Bilbao y Museo ABC—, como director en España del Año Kurosawa 2010; y L'experiència màgica del cinema —Edifici Històric Universitat de Barcelona—. 
Miembro de la Academia de las Artes y las Ciencias Cinematográficas de España, de la Academia del Cine Catalán y de la Federación Internacional de Prensa Cinematográfica —FIPRESCI, Múnich—, tiene una calle dedicada a su nombre en Bañeras (Tarragona), en cuyo Ayuntamiento impartió tres cursos sobre la Historia Contemporánea y el Séptimo Arte. Al igual que el especialista Román Gubern, creó una escuela de historiadores del cine. En 2012, fue convocado por la revista británica Sight & Sound para seleccionar las 10 Mejores películas de todos los tiempos. En septiembre de 2014, organizó con los profesores Magí Crusells y Francesc Sánchez Barba el IV Congreso Internacional de Historia y Cine: Memoria histórica y Cine documental. En 2017, fue nombrado Profesor Visitante de la Universidad de Belgrado (Serbia); antes lo fue de la Universidad de Navarra, donde impartió la asignatura Historia del Cine Moderno y un seminario sobre crítica cinematográfica.
Falleció a consecuencia de un cáncer que padeció en los últimos años de su vida.

## Obras
- El cine de los años setenta (1976)
- Historia crítica del cine (1976)
- El cine republicano español, 1931-1939 (1977). Finalista del Premio Ensayo “Mundo”
- El cine político visto después del franquismo (1978)
- Petita història del cinema de la Generalitat, 1932-1939, con Ramon Biadiu (1978)
- El Cine. Padres y adolescentes (1978). Premio Nacional de Cine Didáctico
- Arte y Política en el Cine de la República, 1931-1939 (1981), que fue su tesis doctoral
- Travelling por el cine contemporáneo (1981)
- El cine español bajo el régimen de Franco, 1936-1975 (1983)
- Historia del Cine. Época muda, 1895-1930, con José del Castillo (1983), 2 videocasetes, ed. también en catalán
- El cine: espectáculo y evasión. Catálogo de Vídeo-films (1987)
- The Spanish Cinema: An Historical Approach, con Rafael de España (1987)
- El cinema educatiu i la seva incidència a Catalunya. Dels orígens a 1939, con Buenaventura Delgado y Josep Carner-Ribalta (1988)
- Introducción a la historia del arte cinematográfico (1990)
- El cine español de la democracia. De la muerte de Franco al “cambio” socialista, 1975-1989 (1992)
- Memorias de dos pioneros: Francisco Elías y Fructuós Gelabert, editor (1992)
- Guerra, Cinema i Societat. Una aproximació metodològica / War, Film and Society. A Methodological Approach, con Sergi Alegre y Lluís Anyó, coeditor (1993)
- 100 grandes directores de cine (1994; 2ª ed. 1995)
- Persona y sociedad en el cine de los noventa, 1990-1993 (1994)
- Cine Español. Una historia por autonomías, 2 vols., coordinador (1996-1998)
- 100 películas sobre Historia Contemporánea (1997; 3ª ed. 2017)
- La guerra de Vietnam, entre la historia y el cine (1998)
- El cine de nuestros días, 1994-1998 (1999)
- Historia crítica del cine español. Desde 1897 hasta hoy (1999)
- Cinema y vanguardismo. “Documentos Cinematográficos” y Cine-Club Monterols, 1951-1966 (2000)
- Estudios sobre el cine español del franquismo, 1941-1964 (2000)
- El cine de fin de milenio, 1999-2000 (2001)
- Breve historia del cine americano. De Edison a Spielberg (2002)
- La cuestión irlandesa y el IRA: una visión a través del cine (2003)
- Historia del cine europeo. De Lumière a Lars von Trier (2003; 2ª ed. 2007)
- Una historia del cine a través de ocho maestros (2003)
- El cine del nuevo siglo, 2001-2003 (2004)
- La Pantalla Popular. El cine español durante el Gobierno de la derecha, 1996-2003 (2005)
- Las grandes películas del cine español, con Magí Crusells y Rafael de España (2007)
- Guía del espectador de cine (2007; 3ª ed. 2017)
- Ramon Biadiu (1906-1984). Cineasta d’avantguarda, con Mercè Biadiu (2007)
- Historia del cine español (2007)
- Woody Allen, barcelonés accidental. Solo detrás de la cámara (2008)
- Historia del cine mundial (2009)
- Historia & Cinema. 25 aniversario del Centre d’Investigacions Film-Història, coordinador (2009)
- Cinema en temps de guerra, exili i repressió, 1936-1975, con Magí Crusells (2010)
- 100 documentales para explicar Historia. De Flaherty a Michael Moore, con Magí Crusells y Ricard Mamblona (2010)
- El IRA en el cine. Nacionalismo Irlandés y Séptimo Arte (2012)
- Historia crítica del cine norteamericano / A Critical History of American Cinema (2013)
- Cinema, Historia, Religión, con Ferran Blasi (2014)
- Memoria histórica y cine documental, con Magí Crusells y Francesc Sánchez Barba, coeditor (2015)
- El pasado como presente. 50 películas de género histórico (2017)
- El cine español durante el Gobierno de Zapatero (2004-2011). Un escenario histórico de la última época socialista (2017)

## Premios
Medallas del Círculo de Escritores Cinematográficos
| Año  | Categoría                      | Película                       | Resultado |
| ---- | ------------------------------ | ------------------------------ | --------- |
| 2007 | Labor literaria y periodística | Labor literaria y periodística | Ganador   |